# Agence universitaire de la Francophonie
Pour les articles homonymes, voir AUF.
 (février 2020).
L’Agence universitaire de la Francophonie (AUF) est un réseau mondial d'établissements d'enseignement supérieur et de recherche francophone.
L'AUF est également l’opérateur pour l’enseignement supérieur et la recherche du Sommet de la francophonie.
Elle met en œuvre les résolutions adoptées par la Conférence des chefs d’État et des gouvernements des pays ayant pour langue commune le français.

## Mission
La mission de l'AUF est : « la promotion d'une francophonie universitaire solidaire engagée dans le développement »,.

## Historique
En 1961, l'Association des universités partiellement ou entièrement de langue française (AUPELF) est fondée à l'initiative du journaliste canadien Jean-Marc Léger. Il en assume le rôle de secrétaire général de 1961 à 1978. Par la suite, en 1989, lors du Sommet de la francophonie de Dakar, les chefs d'État et de gouvernement décident de transformer cette organisation en un opérateur direct du Sommet et de la rebaptiser. Elle devient ainsi l'« Agence Universitaire de la Francophonie ». 
En 2022, l'Agence lance son Prix de l’innovation pédagogique et en mars 2023, elle inaugure l'Académie internationale de la Francophonie Scientifique à Rabat, au Maroc.

### Présidents
Le président actuel est Sorin Cîmpeanu. Il est réélu président de l'AUF le 24 septembre 2021.

#### Liste des présidents
- 1961 - 1966 : Mgr Irénée Lussier (Canada/Québec).
- 1966 - 1969 : Mohamed Ghali El Fassi (Maroc).
- 1969 - 1972 : Claude Renard (Belgique).
- 1972 - 1975 : Robert Mallet (France).
- 1975 - 1978 : Seydou Madani Sy (Sénégal).
- 1978 - 1980 : Paul Lacoste (Canada/Québec).
- 1981 - 1984 : André Jaumotte (Belgique).
- 1984 - 1987 : Michel Guillou (France).
- 1987 - 1990 : Bakary Tio Touré (Côte d'Ivoire).
- 1990 - 1993 : Abdellatif Benabdeljalil (Maroc).
- 1993 - 1998 : Michel Gervais (Canada/Québec).
- 1998 - 2001 : Arthur Bodson (Belgique).
- 2001 - 2005 : Jean du Bois de Gaudusson (France).
- 2005 - 2009 : Charles Gombé Mbalawa (Congo).
- 2009 - 2013 : Yvon Fontaine (Canada/Nouveau-Brunswick).
- 2013 - 2017 : Abdellatif Miraoui (Maroc et France).
- 2017 - en cours : Sorin Cîmpeanu (Roumanie) (réélu)[12].

#### Recteurs
- 1991 - 1999 : Michel Guillou (France).
- 1999 - 2007 : Michèle Gendreau-Massaloux (France).
- 2007 - 2015 : Bernard Cerquiglini (France).
- 2015 - 2019 : Jean-Paul de Gaudemar (d) (France).
- 2019 - en cours : Slim Khalbous (Tunisie)[13].

### Secrétaires généraux
- 1961 - 1978 : Jean-Marc Léger (Canada/Québec).
- 1978 - 1987 : Maurice-Étienne Beutler (Suisse).
- 2005 - 2009 : François Vignaux (France).
- 2009 - 2014 : Wanda Diebolt (France).
- 2014 - 2015 : Nelly Fesseau (France).
- 2016 - 2019 : Jean-Pascal Bonhotal (France).
- 2020 - 2024 : Abderrahmane Rida (Maroc)[14]
- 2024 - en cours : Ivana Radic[15].

## Implantation
En 2020, l'association comprend 1 007 membres de 119 pays, ce qui en fait l'association d’universités la plus étendue au monde centrée sur une langue commune,,,. Elle est présente dans quarante pays. Son siège est situé sur le campus de l'Université de Montréal.
L'Agence dispose de plusieurs implantations dans le monde : un rectorat, un siège à Montréal, un second rectorat, des services centraux à Paris, dix directions régionales qui pilotent ses interventions sur le terrain, des campus numériques francophones, des centres d'employabilité francophones ainsi que des bureaux nationaux.

### Instituts
L'AUF gère deux instituts et une académie :
- Établissement spécialisé de la francophonie pour l'administration et le management (ESFAM) à Sofia, Bulgarie ;
- Institut de la francophonie pour l'ingénierie de la connaissance et la formation à distance (IFIC) à Tunis, Tunisie :
- Académie internationale de la francophonie scientifique (AIFS) à Rabat, Maroc.

### Directions régionales
L'AUF est présente dans dix régions du monde. Chaque direction régionale est dirigée par un directeur régional. Le site de l'AUF décrit les directions régionales comme étant : « les représentants de l'AUF dans la région, elle anime le réseau des universités membres de l'AUF dans la région d'implantation ».

### Campus numériques francophones
Les Campus numériques francophones (CNF) ont été créés pour appuyer le développement des technologies de l'information et de la communication dans les universités du Sud.

### Centres d’employabilité francophones
Les centres d’employabilité francophones (CEF) constituent, avec le déploiement et l’extension du programme « Étudiant-Entrepreneur », un des projets de la stratégie de l'AUF.

### Bureaux nationaux
Les bureaux nationaux (BN) visent à renforcer la présence de l’AUF à l’international.
Dans les pays où l’AUF dispose d'une faible présence, la présence de proximité change de forme avec la nomination d’un « référent scientifique ».

## Prise de position
En 2013, le quotidien québécois Le Devoir et le vice-recteur de l'époque (et professeur) Pierre Moreau signalent des inquiétudes quant à la publication massive dans le domaine de la recherche en langue anglaise au détriment du français. Une enquête présentée par Jennifer Dion titrée « Le défi de former une relève scientifique d’expression française : l’usage du français et de l’anglais dans la formation universitaire aux cycles supérieurs au Québec » évoque en effet l'hégémonie de la langue anglaise dans les publications scientifiques notamment dans les secteurs du génie, de l'administration et des sciences de la santé.
Pierre Moreau explique que dans les domaines des sciences sociales, l'utilisation de la langue implique différents enjeux : « On n’a pas de langage universel, comme en mathématiques, par exemple. Par conséquent, le fait d’écrire dans une langue ou dans une autre, ça a un impact direct sur le contenu même. Il y a une plus grande compénétration des dimensions linguistiques et des modes d’expression de la pensée. Dans ces secteurs-là, on ne peut tenir compte de la production scientifique sans tenir compte du caractère linguistique. »
Pierre Moreau évoque également la problématique de l’accessibilité et de la diffusion des publications scientifiques en langue française : « Le milieu francophone de la recherche ne bénéficie pas d’un système d’indexation systématique des publications scientifiques», contrairement au milieu anglo-saxon.
Il souligne, enfin, que la solution pourrait résider dans la publication des recherches avec l'aide des éditions numériques, contrairement aux éditeurs traditionnels qui, selon lui, sont moins sensibles à la problématique.